# Роберт Мок
Роберт Мок (англ. Robert Moch, 20 червня 1914 — 18 січня 2005) — американський академічний веслувальник.
Олімпійський чемпіон 1936 року в складі вісімки.